# Smithfield (Utah)
Smithfield je město v okresu Cache County ve státě Utah ve Spojených státech amerických. K roku 2010 zde žilo 9 495 obyvatel. S celkovou rozlohou 11,2 km² byla hustota zalidnění 651,2 obyvatel na km².